# 검색어를 입력하세요 WWW
《검색어를 입력하세요 WWW》는 2019년 6월 5일부터 2019년 7월 25일까지 방송된 tvN 수목 드라마이다.

## 기획의도
트렌드를 이끄는 포털사이트, 그 안에서 당당하게 일하는 여자들과 그녀들의 마음을 흔드는 남자들의 리얼 로맨스.

## 제작진

### 연출
- 정지현 : ( SBS 금토드라마 《더 킹 : 영원의 군주》(공동연출), tvN 월화드라마 《너는 나의 봄》(연출), tvN 토일드라마 《스물다섯 스물하나》(연출) 등 연출 )
- 권영일 : ( tvN 월화드라마 《(아는 건 별로 없지만) 가족입니다》(연출), tvN 월화미니시리즈《어느 날 우리 집 현관으로 멸망이 들어왔다》(연출) 등 연출 )

### 극본
- 권도은 : ( tvN 주말 미니시리즈 《스물다섯 스물하나》(집필) 등 집필 )

## 등장인물

### 주요 인물
- 임수정 : 배타미(38세) 역 (아역 이다연) - 별칭 타미, 유니콘 서비스 전략 본부장 → 바로 서비스 개혁 팀장
- 이다희 : 차현(37세) 역 (아역 정찬비) - 별칭 스칼렛, 유도 선수 출신, 바로 소셜 본부장
- 전혜진 : 송가경(39세) 역 (아역 강은아) - 차현의 고등학교 선배, 유니콘 이사
- 장기용 : 박모건(28세) 역 - 밀림사운드 대표 이사, 작곡가
- 이재욱 : 설지환(30세) 역 - 무명 배우
- 지승현 : 오진우(40세) 역 - JW 영화 제작사 대표

### 바로
- 권해효 : 민홍주(47세) 역 - 별칭 브라이언, 대표
- 김남희 : 표준수(38세) 역 - 별칭 매튜, 게임 사업본부장
- 우지현 : 최봉기(28세) 역 - 별칭 조셉, 사회부 기자 출신
- 오아연 : 조아라(26세) 역 - 별칭 엘리
- 하승리 : 홍유진(29세) 역 - 별칭 제니, 개발팀장
- 송지호 : 최정훈(32세) 역 - 별칭 알렉스, 바로 마케팅팀장

### 주변 인물
- 유서진 : 나인경(45세) 역 - 유니콘 대표
- 탁우석 : 김선우(28세) 역 - 밀림 공동대표
- 한지완 : 정다인(28세) 역 - 피아노 강사, 박모건의 중학교 동창
- 조혜주 : 윤동주(24세) 역 - 인터넷 방송 BJ
- 예수정 : 장희은(64세) 역 - KU그룹 회장 이태리

### 그 외 인물
- 변우석 : 한민규 역 - 유명 배우
- 추귀정
- 이지하 : 운연정 역 - 박모건의 어머니
- 인성호
- 정현석
- 위지광 : 배우 역
- 이채경 : 임원 역
- 문수영 : 김백작 역 - 웹툰 작가
- 임투철
- 최지훈
- 김승욱 : 송가경의 아버지 역
- 김동균 : 민홍주의 친구, 박모건의 선배 역
- 이하음
- 유예빈
- 지혜인

### 특별출연
- 손종학 : 서명호 역 - 실시간 검색어 1위였다가 검색어를 조작당한 대통령 후보
- 최진호 : 주승태 역 - 서명호의 라이벌로 유니콘 청문회에서 타미와 대립 후 나락으로 떨어진 인물
- 윤주만 : 이진호 역 - 타미에게 불리하도록 검색어를 조작한 해커
- 이태리 : 고도리 - 웹툰 작가
- 지호
- 최범호
- 이동욱

## 촬영지
- 와우장사
- 플뢰르
- 맹꽁이오락실
- 호서대학교 아산캠퍼스
- 동작대교
- 네오위즈판교타워
- 영복여자고등학교
- DGB대구은행 제2본점
- 위워크 종로타워점
- 광교호수공원
- 레이지민트
- 추남식당
- 프롬
- 더티트렁크
- 유달리 안산점
- 한미서점
- 아야진항
- 스카이베이 경포호텔
- 등명해변
- 동탄국제고등학교
- 킨텍스
- 민속집
- 합천정원테마파크
- 호텔 카푸치노
- CGV부평
- 한국잡월드
- 새만금내부간선도로

## 시청률
최저 시청률과 최고 시청률은 시청률 조사회사와 지역별로 시청률에 차이가 있을 수 있습니다.
| 2019년      | 2019년      | 2019년         | 2019년       | 2019년         |
| 회차        | 방송일      | AGB 시청률     | AGB 시청률   | TNmS 시청률    |
| 회차        | 방송일      | 대한민국(전국) | 서울(수도권) | 대한민국(전국) |
| ----------- | ----------- | -------------- | ------------ | -------------- |
| 제1회       | 6월 5일     | 2.431%         | 3.004%       | 2.9%           |
| 제2회       | 6월 6일     | 3.190%         | 4.006%       | %              |
| 제3회       | 6월 12일    | 3.221%         | 3.741%       | 2.8%           |
| 제4회       | 6월 13일    | 3.250%         | 4.157%       | 3.4%           |
| 제5회       | 6월 19일    | 3.109%         | 3.638%       | 3.4%           |
| 제6회       | 6월 20일    | 3.578%         | 4.416%       | 4.3%           |
| 제7회       | 6월 26일    | 3.363%         | 3.663%       | 4.0%           |
| 제8회       | 6월 27일    | 3.320%         | 3.832%       | %              |
| 제9회       | 7월 3일     | 3.652%         | 3.860%       | 4.3%           |
| 제10회      | 7월 4일     | 3.165%         | 3.301%       | 4.1%           |
| 제11회      | 7월 10일    | 4.003%         | 4.442%       | 4.8%           |
| 제12회      | 7월 11일    | 3.488%         | 4.210%       | 4.0%           |
| 제13회      | 7월 17일    | 3.906%         | 4.727%       | 4.5%           |
| 제14회      | 7월 18일    | 3.567%         | 4.247%       | 4.7%           |
| 제15회      | 7월 24일    | 4.089%         | 4.714%       | 5.0%           |
| 제16회      | 7월 25일    | 4.199%         | 4.825%       | 5.5%           |
| 평균 시청률 | 평균 시청률 | 3.471%         | 4.049%       |                |

## 수상 및 후보
| 연도 | 시상식                      | 부문              | 수상작(자) | 결과 | 출처 |
| ---- | --------------------------- | ----------------- | ---------- | ---- | ---- |
| 2019 | 제12회 코리아 드라마 어워즈 | 여자 최우수연기상 | 임수정     | 후보 |      |
| 2019 | 제12회 코리아 드라마 어워즈 | OST상             | 마마무     | 후보 |      |

## 같이 보기
- 대한민국의 텔레비전 드라마 목록 (ㄱ)
- 2019년 대한민국의 텔레비전 드라마 목록